# Калпаврикша
Калпаври́кша или кальпаврикша (санскр. कल्पवृक्ष, IAST: kalpavṛkṣa) — волшебное дерево желаний в индуистской мифологии, часто упоминаемое и описываемое в санскритской литературе. Известно как предмет раздоров между асурами и девами. В Пуранах и «Махабхарате» описывается Пахтанье Молочного океана девами и асурами, в ходе которого на океанской поверхности появились 14 сокровищ. Одним из этих сокровищ было райское дерево калпаврикша, которое затем было отправлено Индрой на райские планеты. Синонимичные названия калпаврикши на санскрите: калпатару, калпадрума и калпападапа.